# Ozero Glinitskoje
Ozero Glinitskoje (ryska: Озеро Глиницкое) är en korvsjö i Belarus.   Den ligger i voblasten Homels voblast, i den centrala delen av landet, 220 km söder om huvudstaden Minsk. Ozero Glinitskoje ligger 120 meter över havet.
Omgivningarna runt Ozero Glinitskoje är en mosaik av jordbruksmark och naturlig växtlighet. Runt Ozero Glinitskoje är det ganska tätbefolkat, med 52 invånare per kvadratkilometer.